# دیوید هولمز (سیاستمدار)
دیوید هولمز (به انگلیسی: David Holmes) سناتور سابق عضو حزب دموکرات-جمهوری‌خواه بود. وی در سال ۱۸۲۰ تا ۱۸۲۵ میلادی سناتور ایالت میسیسیپی در سنای ایالات متحده آمریکا بود.